# Glaucidium siju
Glaucidium siju, el sijú platanero, sijucito, o simplemente sijú (según la SEO mochuelo sijú), también mochuelo cubano, es una especie de ave estrigiforme de la familia de los búhos (Strigidae). Es endémica de Cuba. Es un mochuelo o búho pequeño, común en todo el país, que habita en los bosques y en sitios arbolados del campo y de las afueras de ciudades. Es el más pequeño de los búhos antillanos.

## Nombres
En latín Glaucidium significa “del color del glaucio” (una hierba) y siju por el nombre común y aborigen sijú; vittatum significa en latín “fajado”. Los indios lo llamaban también cuyaya. Se le llama platanero no por comer plátanos, sino por ser frecuente en los platanales. En inglés es llamado Cuban pygmy-owl.

## Subespecies
- G. s. siju, ( Orbigny, 1839) de toda la isla de Cuba excepto Guanahacabibes.
- G. s. vittatum, Ridgway, 1914 de Isla de la Juventud y de Guanahacabibes.

## Descripción
Este sijú mide unos 17 cm de largo, la hembra es mayor que el macho. Su cuerpo es compacto. La cabeza por la parte superior es de color castaño claro con moteados blancuzcos. La espalda es castaña con barrados blancuzcos. Su cara y la garganta son claras pardo amarillentas. El pecho es variante en blanco moteado de castaño claro. Las otras partes inferiores más posteriores son blancas. La cola es muy corta con timoneras oscuras con barrados transversos blancos. Los ojos son amarillos. El pico y la cara adyacente son verdosos. Las patas son cortas y completamente cubiertas por plumas cortas y blancuzcas. Los dedos son de color verdoso. En la nuca tiene dos manchas negras a modo de falsos ojos que pueden poner hacia el frente al girar la cabeza 180 grados. Los juveniles tienen el dorso castaño rojizo sin barrados y la parte superior de la cabeza sin moteados y el vientre a veces con manchas rayadas oscuras. 
En épocas de cortejo el macho levanta su cola hasta tocar casi su espalda y la mueve hacia los lados sin mover su cuerpo. El sijú platanero tiene hábitos de caza nocturnos y diurnos. Es difícil de ver, aunque se le escucha frecuentemente en los lugares que habita y suele permitir que se le aproximen. Su vuelo de caza es veloz, pero si no, vuela lentamente y cortas distancias. Se alimenta de lagartijas, pequeñas aves, insectos y larvas pues por su pequeñez no puede atacar roedores u otras aves. Si la presa es pequeña la traga entera, si no, puede despedazarla.
Pueden ser mansos cuando son mantenidos en cautiverio desde polluelos, aunque resulta difícil por su voracidad y por sus requerimientos de alimento vivo, ya que a base de carne no viven mucho tiempo.

## Nido
Anida de marzo a mayo en cavidades naturales de árboles u otras, generalmente en nidos abandonados de carpinteros. Pone de tres a cuatro huevos blancos de 3 cm por 2,5 cm.